# قلعه دختر (ساوه)

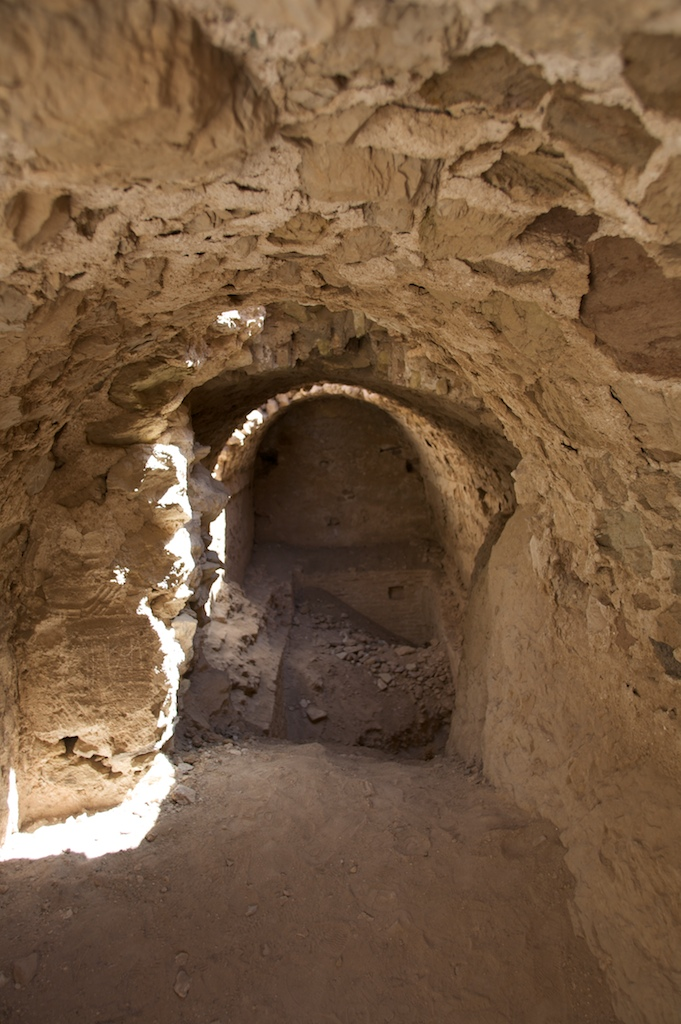
داخل قلعه دختر ساوه

قیز قلعه ساوه قصر، عبادتگاه و دژ دفاعی به معنای قلعه دختر ساوه بر روی صخره بلندی مشرف به دشت ساوه بنا شده که از سه طرف شرق، غرب و جنوب به وسیلهٔ صخره‌های متعدد دیگری احاطه شده است.

## پیشینه ساخت
از نظر قدمت و کاربرد بنا، بر اساس اسناد و مدارک تاریخی و تحقیقات به‌عمل آمده در خصوص قلعه‌های دختر ساخته شده در ایران می‌توان به سوابق معبد آناهیتا و مهرپرستی ایرانیان اشاره نمود.
بر اساس این تحقیقات، قلعه دختر ساوه نیایشگاهی برای عبادت و احترام به آب و ناهید در پیش از اسلام و قبل از خشکیدن دریاچه ساوه در دوره ساسانیان بوده، محراب ساخته شده بر روی دریاچه ساوه در قلعه این احتمال را بیشتر می‌کند.

## معماری قلعه
از نمای شمالی قلعه سه قله صخره‌ای بلند مشاهده می‌شود که قصر و قلعه در نوک قله‌ای که در وسط قرار گرفته ساخته شده و این قلعه از جاده ساوه به همدان و از تمامی دشت و شهر ساوه قابل رویت است.
در دو طرف صخره قیز قلعه دو رودخانه کوچک جاری است، رودخانه ضلع شرقی دایمی، اما رودخانه‌ای که در ضلع غربی قرار دارد به صورت فصلی است.
نزدیکترین آبادی به قلعه، روستای قیز قلعه است که از منابع آبی این دو رودخانه تغذیه می‌شود، بعد از قیزقلعه، روستای سرخه‌ده است که در کنار رودخانه قره‌چای قرار دارد و قلعه از روی پل سرخده به راحتی قابل دید است.
قلعه از دو بخش اصلی دژ دفاعی و قصر تشکیل شده که در مجموع حدود ۳۰۰۰ متر مربع مساحت دارد.
دروازه ورودی در ضلع‌شرقی صخره قرار دارد که بعد از عبوراز رودخانه کوچک، بقایای دیواره دروازه که از سنگ و ساروج ساخته شده است دیده می‌شود.
با عبور از این دروازه باید حدود ۱۰۰ متر دامنه شیب دار ضلع جنوب شرقی صخره را برای رسیدن به نوک قلعه که ساختمان اصلی قصر (نیایشگاه) قرار دارد را طی نمود، شیب دامنه جنوب شرقی حدود ۶۰درصد است.
تمامی دیواره صخره به صورت پرتگاه می‌باشد و هر نقطعه‌ای که احساس می‌شده می‌توان از آن عبور نمود با سنگ و ساروج تا بالای صخره بسته شده است، به‌طوری‌که هیچ راه نفوذی از سه ضلع شمالی، شرقی و غربی به درون قلعه وجود ندارد.
ورود به قلعه از طریق چند راه پله سرپوشیده صورت می‌گرفته که با مهارت ویژه‌ای استتار شده‌اند و استتار راه پله‌ها با ساختن دیورای از لاشه سنگ و ساروج درست در امتداد دیواره‌های صخره صورت گرفته است.
پنج راه‌پله پشتی بنا و دو راه‌پله در غرب بنا که در کنار پرتگاه در ارتفاع چند متری از سطح رودخانه ساخته شده به اتاق‌های تعبیه شده در دل صخره منتهی می‌شوند.
از پله‌های پشت بنا برای ورود و خروج محافظان و نگهبانان استفاده می‌شده و از پله‌های غربی برای وررد و خروج مقامات به‌داخل قلعه و حمل آذوقه استفاده می‌شده است.
در مقابل راه پله‌های غربی و بر روی صخره مقابل راه باریکی وجود دارد که محل رفت‌وآمد ساکنان قلعه بوده و اتاق‌های قلعه تو در تو و به یکدیگر ارتباط داشته‌اند.
با توجه به ارتفاع دیواره و طاقهای فرو ریخته احتمال می‌رود که بنای قصر دارای طبقه دوم و سوم هم بوده و در سمت دروازه ورودی، بنای دیگری وجود دارد که احتمالاً برای عبادتگاه مورد استفاده بوده و این مکان دارای محرابی به سوی دشت ساوه (دریاچه ساوه) و در جهت خلاف قبله می‌باشد.
در اطراف کاخ اصلی حفره‌های متعددی برای ذخیره آب ساخته شده و لوله‌های سفالی شکسته‌ای در این مجموعه یافت شده که نشانگر استفاده از شبکه آبرسانی و فاضلاب می‌باشد.
بنای قیز قلعه کاملاً بر دشت ساوه مسلط بوده و دارای چهار برج دیده‌بانی در ضلع شمالی، غربی و شرقی است که از میانه صخره تا بالای آن با سنگ و ساروج کار شده است.

## ثبت ملی
بنای تاریخی قلعه دختر در تاریخ ۱۳۸۲/۲/۹به شماره ۸۶۰۰در فهرست آثار ملی به ثبت رسیده است.

## راه‌های دسترسی
جاده ساوه به همدان، روستای سرخه‌ده، عبور از میان روستا و عبور از پل ساخته شده بر روی رودخانه قره چای، حرکت به سوی روستای قیز قلعه، عبور از میان روستا و طی مسیر حدوداً یک هزار و پانصد متری که تماماً با وسیله نقلیه سواری قابل انجام است. فاصله قیز قلعه تا ساوه در حدود ۲۳ کیلومتر می‌باشد.

## نگارخانه

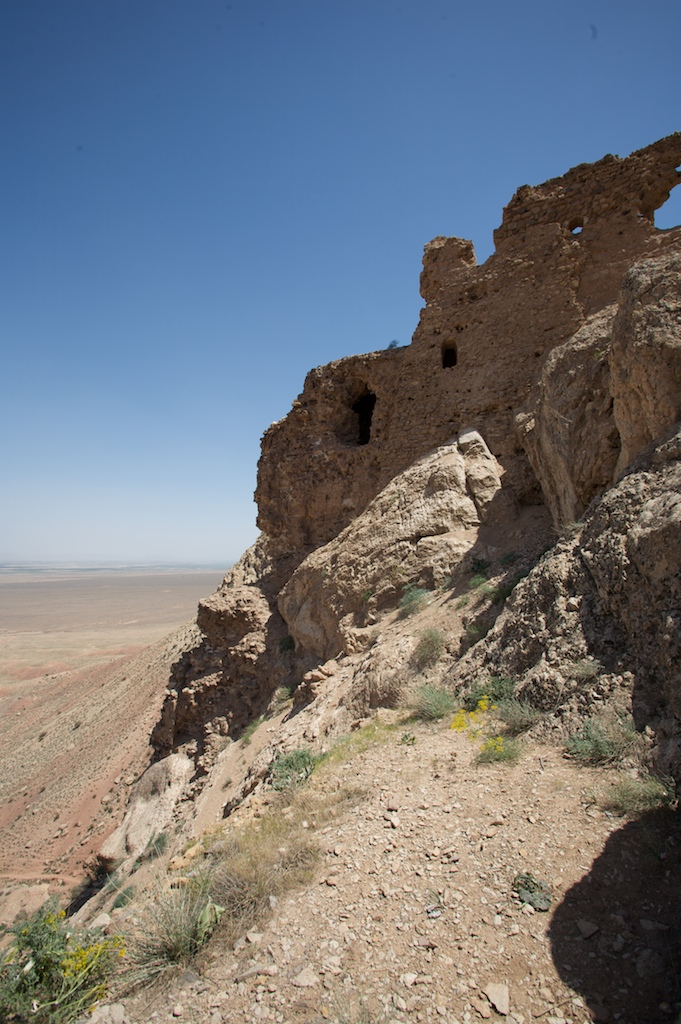
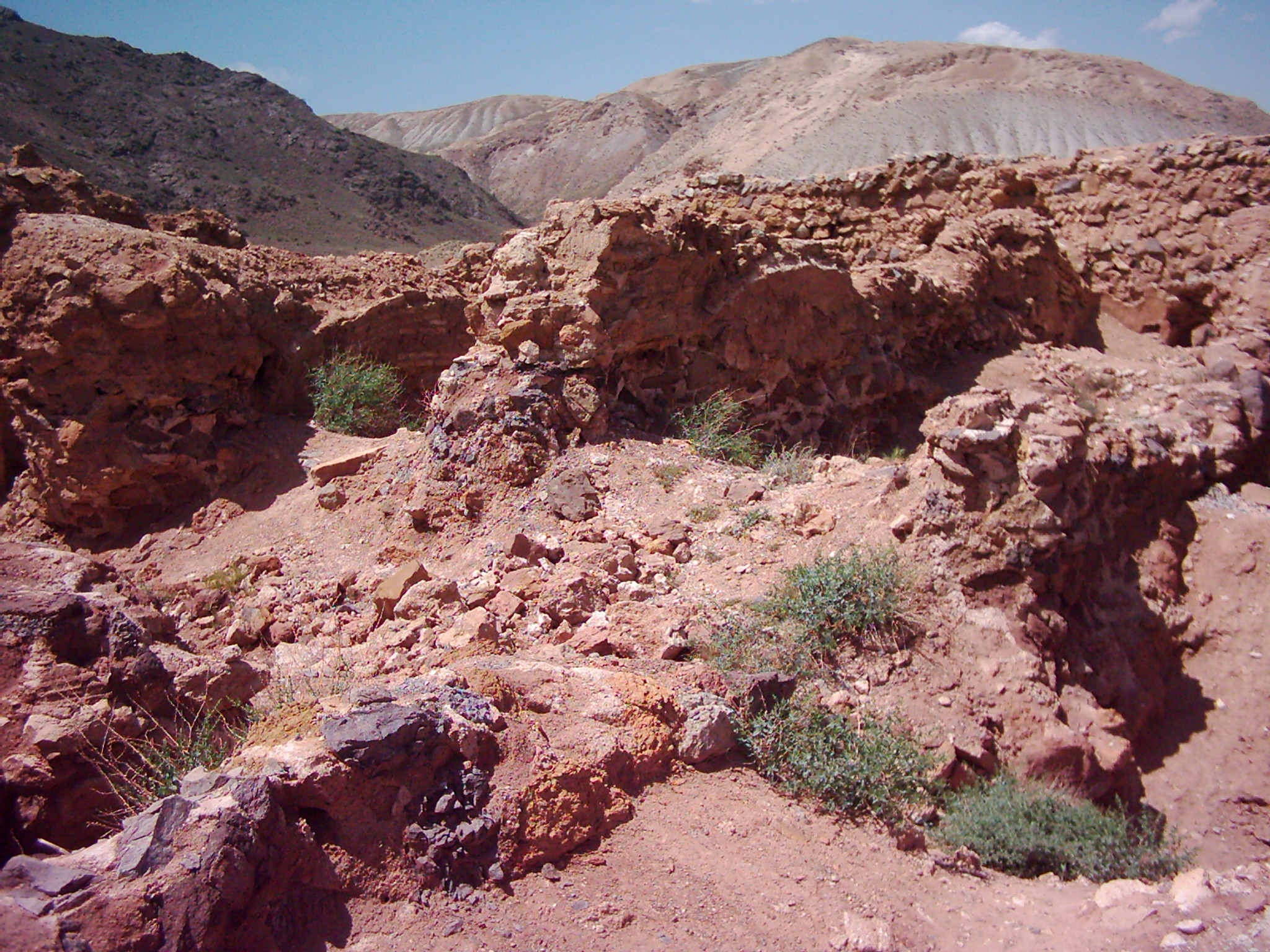
بقابای قلعه دختر ساوه
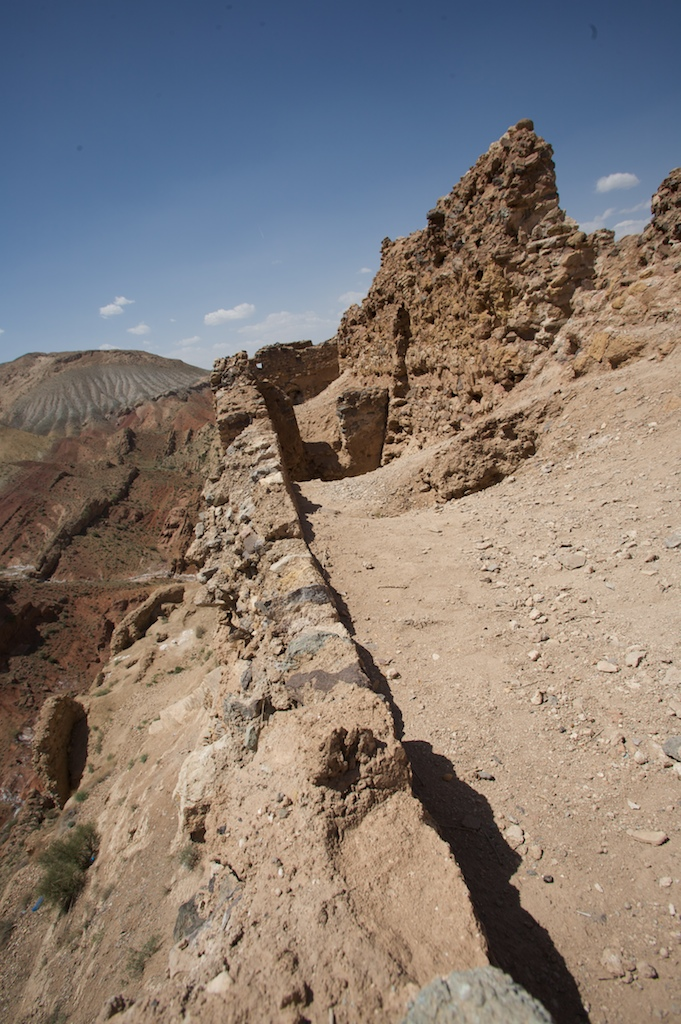